# Myung Jae-nam
Myung Jae-nam (provincie Jeollanam-do, 1938 - Yongin, 3 augustus 1999), Koreaanse vechtkunstenaar en oprichter van twee stijlen, Hankido en Hankumdo. Myung Jae-nam ontving de titel kuksa (국사 hanja: 國士) wat vrij vertaald 'leraar van het volk' betekent. Wanneer iemand met deze titel wordt aangesproken dient het achtervoegsel -nim (님) gebruikt te worden, waarmee de aanspreektitel dus kuksanim wordt.

## Begin
Myung Jae-nam begon op jeugdige leeftijd reeds met het beoefenen van traditionele Koreaanse vechtkunsten. Hij kreeg van zijn grootvader les in een vechtkunst die Gakkisool (각기술) of Hapkisool (합기술) werd genoemd.
Myung Jae-nam was geboren in de provincie Jeollanam-do in Zuid-Korea maar vertrok op 21-jarige leeftijd naar Seoel waar hij zijn hapkido-training begon onder Ji Han-jae. Later verhuisde hij naar Incheon en begon daar zijn eigen school, Jeong Do Kwan (정도관 hanja: 正道館) ook wel geschreven als Chung Do Kwan.
In 1965 was Myung Jae-nam een van de mede-oprichters van de Korea Hapkido Association. De organisatie werd opgericht op verzoek van de toenmalige president van Zuid-Korea, Park Chung-hee.
Myung Jae-nams zoektocht naar de ideale vechtkunst bracht hem in contact met een Japanse officier en aikido-beoefenaar, Hirata sensei. Hoewel de ontmoetingen kort waren, was Myung Jae-nams interesse gewekt en besloot om de aikido technieken te integreren in zijn hapkido curriculum.
In 1979 publiceert Myung Jae-nam een boek dat getiteld is 'hapkido' (合氣道) waarin een mix te zien is van hapkido en aikido technieken. Omdat in Chinese karakters de woorden hapkido en aikido op dezelfde manier geschreven worden en dus dezelfde betekenis hebben, is het onduidelijk of Myung Jae-nam een boek schreef over hapkido of aikido. Op een van de eerste pagina's van het boek staat echter wel een foto van Morihei Ueshiba, de grondlegger van aikido, en in die tijd was Myung Jae-nam de vertegenwoordiger van de Aikikai in Korea.

## Hankido
Vanwege problemen in de bestaande hapkido organisaties besloot Myung Jae-nam in 1981 dat het beter was om met een schone lei te beginnen. In dat jaar werd zijn organisatie officieel herkend door de Koreaanse regering. De in 1974 opgerichte Kuk Jae Yeon Maeng Hap Ki Hwe (국제연맹합기회), beter bekend als de International Hapkido Federation (I.H.F.) vaart sindsdien haar eigen koers en begonnen wordt aan de ontwikkeling van een eigen stijl, Hankido.
Vanaf de tweede helft van de tachtiger jaren bezoekt Myung Jae-nam vele landen om zijn eigen stijl te promoten. In 1986 en 1989 brengt hij een bezoek aan Nederland. In 1986 geeft hij op uitnodiging van de H.B.N. (Hapkido Bond Nederland nu: Nederlandse H.K.D. Federatie) een demonstratie in Leidschendam van zijn nieuwe stijl en in 1989 wordt ook daadwerkelijk lesgegeven in IJsselstein en op de Amerikaanse basis te Soesterberg. In diezelfde periode publiceerde Myung Jae-nam enkele boeken en bracht een videoband uit waarop het hankido wordt gedemonstreerd.

## Laatste jaren
In 1990 komt Myung Jae-nam met het hankido in de publieke schijnwerpers te staan, wanneer de I.H.F. in Seoel de International H.K.D Games organiseert en Myung Jae-nam tijdens de openingsceremonie een demonstratie geeft van deze nieuwe stijl. Het evenement wordt uitgezonden via het Koreaanse televisiestation KBS. Na dit evenement brengt Myung Jae-nam bezoeken aan diverse landen om zijn nieuwe stijl te promoten.
In 1993 vestigt de I.H.F. zich in een nieuw hoofdkwartier in Baek Am, een klein dorpje in de buurt van de stad Yong In ten zuiden van Seoel. Het hoofdkwartier biedt iedereen de gelegenheid om te komen trainen en veel buitenlanders bezoeken deze plek.
In 1997 tijdens de derde editie van de International H.K.D. Games, die gehouden worden op het hoofdkwartier, introduceert Myung Jae-nam nog een nieuwe stijl, het Hankumdo. Deze stijl richt zich op aanleren van zwaardtechnieken en is gebaseerd op het Koreaanse schrift, hangul.
Op 3 augustus 1999 overlijdt Myung Jae-nam aan maagkanker. Hij wordt begraven op het terrein van het I.H.F. hoofdkwartier, waar een buste voor hem is opgericht.
In 2003 organiseerden de gezamenlijke IHF scholen uit de Koreaanse stad Incheon de eerste Myung Jae-nam Memorial Games. Dit initiatief werd in 2005 en 2006 voortgezet door Myung Jae-nams zoon Myung Sung-kwang (명성광), die na zijn de dood van zijn vader de leiding overnam over de I.H.F. Hij bracht het erfgoed van zijn vader onder in een stichting vernoemd naar zijn vader, de Jae Nam Moo Sool Won.

## Titels
Myung Jae-nam had een aantal aanspreektitels. Behalve kuksanim werd hij ook dojunim genoemd, een titel die zijn zoon van hem overgenomen heeft. Op de huidige dan certificaten van de I.H.F. wordt Myung Jae-nam Chang Si Ja (창시자 hanja:創始者) genoemd, wat grondlegger betekent.